# Indiepop
 Ikke at forveksle med indisk popmusik.
Indiepop er en slags popmusik, hvor indie er forkortelse af independent. Benævnelsen kommer fra Storbritannien, hvor et stort antal små, uafhængige pladeselskaber voksede frem under og efter punk- og reggae-årene i 1970'erne. Indiepop adskiller sig fra indierock ved, at den er mere melodisk, mindre skarp - og relativ angst-fri.

## Eksempler på Indiepopgrupper
- The Tough Alliance
- Echosmith
- Owl City
- Oasis
- Broder Daniel
- Belle & Sebastian
- Billie the Vision and the Dancers
- Imagine Dragons
- Camera Obscura
- Enon
- jj
- Komeda
- of Montreal
- Operator Please
- Popsicle
- Soko
- Rebecca & Fiona
- Fun
- The Smiths
- Stereolab
- Shout Out Louds
- Those Dancing Days
- Lasse Lindh
- Of Monsters and Men
- Bastille
- To Kill A King
- The Pains of Being Pure at Heart